# Linker Fernerkogel
Der Linke Fernerkogel (3277 m ü. A.) ist ein Berg in den Ötztaler Alpen im hintersten Pitztal, im österreichischen Bundesland Tirol.

## Lage
Der Linke und Rechte Fernerkogel (3300 m ü. A.) orientieren sich am Mittelbergferner, einem Gletscher, der zwischen ihnen liegt. Der Gipfel des Linken Fernerkogel liegt am westlichen Rand des Kars vom Hangenden Ferner. Im Norden, Süden und Westen fällt der Berg in einer steilen Felswand ab, an deren Fuß sich der Mittelbergferner nach Norden erstreckt. Im Norden des Berges liegt der Karlesferner, der aus dem Hangenden Ferner gespeist wird.

## Bergbesteigung
Die Besteigung des Berges geht meistens von der Braunschweiger Hütte aus über die Mitte des Hangenden Ferners. Ein schneller, steiler und direkter Aufstieg, als Hochtour, ist üblich und erfordert Grundkenntnisse im Gletscherwandern. Der Aufstieg ist in ungefähr zwei Stunden möglich.

## Nutzung des Berges

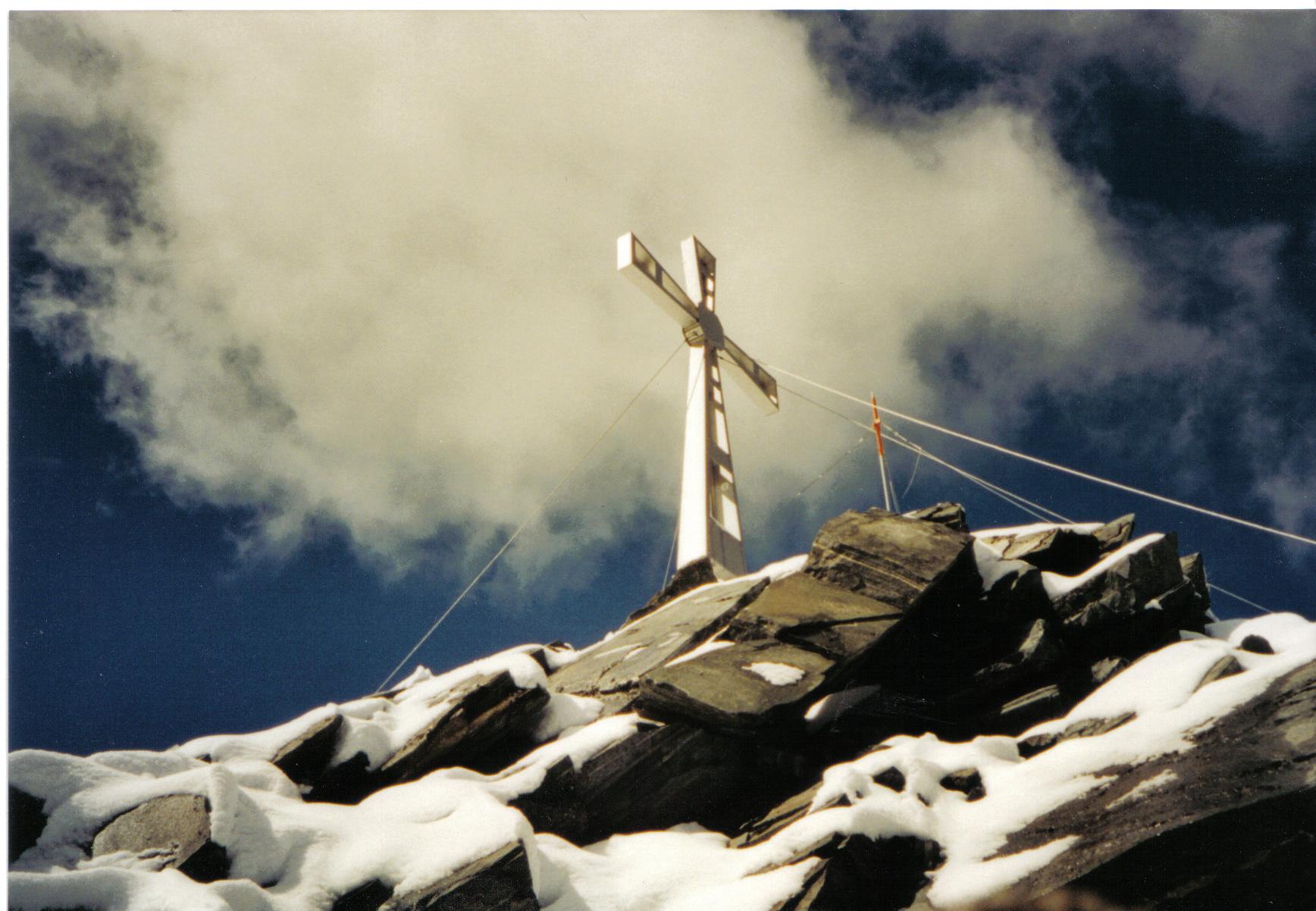
Das Gipfelkreuz des Linken Fernerkogel

Bisher wird der Linke Fernerkogel ausschließlich als Ziel für alpine Bergbesteigungen genutzt. An seinem Fuß, auf dem Karlesferner und Hangenden Ferner, werden häufig in Kursen grundlegende Kenntnisse der Kameradenrettung und des Gletscherwanderns geschult und geübt.
Es ist eine Diskussion im Gange, den Hangenden Ferner und den Karlesferner als Skigebiet zu erschließen, was jedoch mit erheblichen baulichen Eingriffen in die Hochgebirgslandschaft verbunden ist (Bau von Skiwegen). So soll auf dem heutigen Aufstiegsweg die Abfahrtsstrecke verlaufen und der Wanderweg an den Rand des Gletschers verlegt werden. Auch soll eine Seilbahn (Pendelbahn mit zwei 100 Personen fassenden Kabinen) mit Talstation im Felsbereich unweit der Zunge des Mittelbergferners in das Joch östlich vom Gipfel an dem der Hangende Ferner und der Mittelbergferner zusammentreffen hinauf führen.
Zunächst planten die Skigebietsbetreiber Pitztaler Gletscherbahn und Bergbahnen Sölden einen Zusammenschluss beider Skigebiete, der durch eine freie Geländekammer, also bisher nicht als Skigebiet erschlossenen Raum geführt hätte. Dazu lief seit Mai 2019 eine Umweltverträglichkeitsprüfung für das Projekt Schigebietserweiterung und -zusammenschluss Pitztal-Ötztal, das auf dem Gebiet um den Linken Fernerkogel eine Verbindung zwischen den beiden Schigebieten herstellen sollte. Im Fall einer Genehmigung sollte im Herbst 2020 mit dem Bau begonnen werden. Dafür wären unter anderem drei Seilbahnen, ein betonierter Speicherteich für Beschneiungsanlagen, vier Kilometer Forststraße, Restaurants und Bars errichtet werden. Dazu sollte ein Berggrat um 40 Höhenmeter abgetragen werden. Die Umweltorganisationen Alpenverein, Naturfreunde und WWF Österreich kritisieren die mit dem Projekt verbundenen massiven Eingriffe in die Natur. Ihre Initiative Allianz für die Seele der Alpen fordert den Stopp des Projekts. Auch eine Onlinepetition gegen die Gletscherverbauung wurde eingerichtet. Schließlich führte das Vorhaben im Sommer 2022 zu einem Bürgerentscheid in der auf Pitztaler Seite betroffenen Gemeinde St. Leonhardt, bei dem eine knappe Mehrheit den Zusammenschluss der Skigebiete ablehnte, was in der Folge dazu führte, dass das Projekt von den Bergbahnen aufgeben wurde.
Allerdings hat die Pitztaler Gletscherbahn im Jahr 2023 die Planung für ein Erweiterungsprojekt des bestehenden Skigebietes auf Pitztaler Seite angestoßen, das den Bau der Fernerbahn auf das Joch östlich vom Gipfel vorsieht und die Erschließung des Mittelbergferners für eine Skipiste, ebenso auf der anderen Seite des Hangenden Ferner, wobei hier ein Skiweg von der neuen Bergstation zum Gletscher errichtet werden soll und von der Gletscherzunge ein Skiweg um den Linken Fernerkogel herum bis zum Mittelbergferner errichtet werden soll, der dann unweit der Braunschweiger Hütte vorbeiführen würde.